# Hell Awaits
Hell Awaits е вторият студиен албум на американската траш метъл банда Слейър от 1985 г. За разлика от дебютния им албум, тук текстовете са по-брутални, занимаващи се с тъмната страна на живота. Продукцията е на по-високо техническо ниво от предшественика си, продължавайки с линията на естествено заложения агресивен стил на групата. Скоростните рифове и усукани сола на Ханеман и Кинг акомпанират на ръмжащия вокал на Арая, добре прилягащ на мрачния смисъл на парчетата. След излизането си на пазара, тавата е приета като смесица от хаотични звуци, която впоследствие се доказва като една от утвърдените и изпреварили времето си творби в дискографията на Слейър.

## Музиканти
- Том Арая – вокал, бас
- Кери Кинг – китари
- Джеф Ханеман – китари
- Дейв Ломбардо – барабани